# 老威廉·H·盖茨
威廉·亨利·蓋茨二世（英語：William Henry Gates II，1925年11月30日—2020年9月14日），常被稱為老威廉·亨利·蓋茨（William H. Gates, Sr.），通稱老比爾·蓋茨（Bill Gates Sr.），生於美國華盛頓州布雷默頓，律師與慈善家，是微软创始人之一比尔·盖茨的父亲，也是威廉·盖茨基金会的会长。

## 名稱
本名威廉·亨利·蓋茨二世，他曾經被稱為威廉·H·蓋茨（William H. Gates）或小威廉·蓋茨（William Gates, Jr.）。隨著他的兒子比尔·盖茨名氣越來越大，他開始被稱為老威廉·亨利·蓋茨。
名字威廉（William），可以被通称為比爾（Bill），因此他的通称與其兒子相同，都是比爾·蓋茨。

## 生平
威廉·蓋茨的父母分別為威廉·亨利·蓋茨一世和莉蓮·伊麗莎白·萊斯，是家族中第三代同名的孩子（与父亲、爷爷同名）。幼年積極參與童軍活動，中學畢業後加入美國陸軍，曾參與第二次世界大戰，1946年11月光榮退役。戰後透過退役軍人重整法案（G.I. Bill）入讀華盛頓大學，並於1949年及1950年分別考獲文學及法律學位，後任律師，1998年退休。